# Гусєв Микола Іванович
Мико́ла Іва́нович Гу́сєв (27 листопада 1897, село Бродниково Новоторзького повіту Тверської губернії, тепер Торжоцького району Тверської області, Російська Федерація — 6 травня 1962, місто Москва, Російська Федерація) — радянський військовий діяч, генерал-полковник (5.05.1945). Депутат Верховної Ради СРСР 2—3-го скликань.

## Життєпис
Народився в селянській родині. Закінчив початкову сільську школу. У тринадцятирічному віці поїхав до Санкт-Петербурга, де працював у шапковій майстерні.
З квітня 1916 року служив у російській імператорській армії, закінчив навчальну команду 9-го запасного кавалерійського полку в місті Тайци. Служив старшим унтерофіцером у 3-му Прибалтійському кінному полку.
У Червоній армії з вересня 1918 року. З вересня 1918 року — молодший командир 7-го кавалерійського полку в місті Ржеві, старшина 1-го Північного кавалерійського полку. З березня 1919 року служив квартирмейстером окремого кавалерійського дивізіону, начальником господарської команди 51-го кавалерійського полку 51-ї стрілецької дивізії. Брав участь у боях на Східному фронті проти військ адмірала Колчака, з липня 1920 року на Південно-Західному та Південному фронтах — проти військ генерала Врангеля та озброєних формувань Революційної повстанської армії України Нестора Махна.
Член РКП(б) з 1919 року.
З липня 1921 року — командир взводу та ескадрону 51-го кавалерійського полку, з 1922 року командував окремим кавалерійським дивізіоном 51-ї стрілецької дивізії.
З червня 1923 до 1924 року — слухач Вищих повторних командних курсів у місті Харкові.
У 1924—1925 роках — командир окремого кавалерійського дивізіону 51-ї стрілецької дивізії. З липня 1925 року — помічник командира 1-го кавалерійського полку. З 1926 року — начальник штабу 2-го кавалерійського полку 1-ї кавалерійської дивізії Червоного козацтва.
З 1928 до 1929 року навчався спочатку на курсах удосконалення командного складу ППО при школі зенітної артилерії, потім на кавалерійських курсах удосконалення командного складу в місті Новочеркаську.
З 1930 до 1935 року — командир та комісар 2-го кавалерійського полку 1-ї кавалерійської дивізії Червоного козацтва, начальник штабу 1-ї кавалерійської дивізії Червоного козацтва. У 1931 році закінчив кавалерійські курси удосконалення командного складу.
З січня 1935 року — начальник 2-го та 4-го відділень 4-го відділу Штабу РСЧА, з листопада 1937 року — секретар партійного бюро, з вересня 1939 року — в.о. військового комісара Штабу РСЧА (з вересня 1939 року — Генштабу РСЧА).
З липня 1940 до липня 1941 року навчався в Академії Генерального штабу РСЧА (закінчив її за скороченою програмою відразу після початку німецько-радянської війни).
9 липня 1941 — 20 січня 1942 року — командир 25-ї окремої кавалерійської дивізії, з якою воював на Північно-Західному та Волховському фронтах. З 20 січня до 26 червня 1942 року — командир 13-го кавалерійського корпусу на Волховському фронті. З 26 червня 1942 до 30 жовтня 1943 року — командувач 4-ї армії Волховського фронту. З 30 жовтня 1943 до 28 квітня 1944 року — командувач 20-ї армії, що знаходилася в резерві Ставки ВГК, потім у складі 2-го Прибалтійського та Ленінградського фронтів. З 28 квітня до 15 грудня 1944 року — командувач 47-ї армії в складі 1-го Білоруського фронту. З 15 грудня 1944 до липня 1945 року — командувач 48-ї армії.
У липні 1945 — червні 1946 року — командувач військ Казанського військового округу.
У липні 1946 — березні 1947 року — командувач 3-ї армії Білоруського військового округу (штаб — місто Слуцьк). У березні 1947 — квітні 1949 року — командувач 28-ї армії Білоруського військового округу (штаб — місто Гродно).
З квітня 1949 до липня 1950 року командував Окремою механізованою армією в Румунії.
У липні 1950 — липні 1954 року — головний військовий радник Міністерства національної оборони Чехословацької народної армії та військовий аташе при посольстві СРСР у Чехословаччині.
У липні 1954 — грудні 1960 року — заступник начальника 10-го управління Генерального штабу Збройних сил СРСР. Одночасно з травня 1956 року — заступник начальника штабу Об'єднаних збройних сил держав — учасниць Варшавського договору. З грудня 1960 до 6 травня 1962 року — начальник 10-го Головного управління Генштабу Збройних сил СРСР.
Помер (загинув під час виконання службових обов'язків) 6 травня 1962 року. Похований на Новодівочому цвинтарі в Москві.

## Військові звання
- Полковник (26.11.1935)
- Комбриг (14.11.1939)
- Генерал-майор (9.12.1941)
- Генерал-лейтенант (25.09.1943)
- Генерал-полковник (5.05.1945)

## Нагороди
- два ордени Леніна(21.02.1945,)
- чотири ордени Червоного Прапора (10.02.1943, 21.02.1944, 3.11.1944, 20.06.1949)
- два ордени Суворова І ступеня (23.08.1944, 10.04.1945)
- орден Червоної Зірки (31.12.1939)
- орден «Знак Пошани» (22.02.1938)
- медаль «За оборону Ленінграда»
- медаль «За взяття Кенігсберга»
- медаль «За перемогу над Німеччиною у Великій Вітчизняній війні 1941—1945 рр.»
- медалі